# 吉布森 (阿肯色州)
吉布森（英語：Gibson）是位於美國阿肯色州普拉斯基縣的一個人口普查指定地區。

## 地理
吉布森的座標為34°52′56″N 92°13′41″W / 34.88222°N 92.22806°W，而該地最高點為海拔高度80米（即262英尺）。

## 人口
根據2020年美國人口普查的數據，吉布森的面積為12.40平方千米，當中陸地面積為12.32平方千米，而水域面積為0.08平方千米。當地共有人口4111人，而人口密度為每平方千米331人。